# 朝ノ海正清
朝ノ海 正清（あさのうみ まさきよ、1936年11月22日 - 没年不明）は、鹿児島県大島郡宇検村出身で高砂部屋に所属した力士。本名は崎谷 正清（さきや まさきよ）。最高位は東前頭9枚目（1962年11月場所）。現役時代の体格は172cm、94kg。得意手は右四つ、寄り、出し投げなど。

## 来歴・人物
16歳の時、上京し、同郷であり思慕していた朝潮がいる高砂部屋に入門。1953年1月場所で初土俵を踏んだ。同期の初土俵には、後の前頭・清ノ森や同・宮柱らがいる。
同場所では番付外と新序でともに好成績を残したため、翌3月場所では序ノ口を飛び越して、序二段に付け出された。
当初より「朝ノ海」を名乗り、以後、廃業までこの四股名で通した。
取的時代より朝潮の付け人を務め、関取になった後も、彼の身の回りの世話をしていた。
体格には恵まれていなかったが、猛稽古でそれを補い、1958年11月場所で新十両に昇進。その後、1960年3月場所で幕下に陥落したが、同年11月場所にて十両に復帰した。
以降は十両の座を守り続け、1962年7月場所で48場所を要して新入幕。入幕時の年齢は、25歳であった。
右四つからの寄りを得意としたが、腕力が強く、それを生かした出し投げや櫓投げもよく見せた。しかし、幕内では体が小さいため苦戦し、上位への進出は成らなかった。
1963年3月場所で十両に陥落してからは幕内に復帰できず、最後は幕下5枚目まで番付を落として、1964年1月場所を以って27歳で廃業。
廃業後は東京都豊島区巣鴨で相撲料理店「奄美」、千葉県木更津市で相撲料理店「朝ノ海」を営んだ。

## エピソード
- 現役時代の主だった趣味は、石原裕次郎主演の映画を見る事であった。
- 現在、鹿児島県鹿児島市樋之口町と同県奄美市でちゃんこ料理店「朝の海」を経営している富岡守（とみおか まもる・1948年4月生まれ）は高砂部屋に所属した元力士・朝の海（入門当初は本名の富岡を四股名としていた。最高位は東三段目6枚目。）で、同じ鹿児島県大島郡の出身である。因みに富岡が角界入りしたのは、朝ノ海が廃業して間もない時期であり、その現役時代の四股名も郷里の先輩でもある朝ノ海に由来した。

## 主な戦績
- 通算成績：317勝319敗7休 勝率.498
- 幕内成績：23勝37敗 勝率.383
- 現役在位：57場所
- 幕内在位：4場所
- 連続出場：636番（序二段以来、1953年3月場所-1963年11月場所）

### 場所別成績
| | 一月場所 初場所（東京） | 三月場所 春場所（大阪） | 五月場所 夏場所（東京） | 七月場所 名古屋場所（愛知） | 九月場所 秋場所（東京） | 十一月場所 九州場所（福岡） |
| --- | ----------------------- | ----------------------- | ----------------------- | --------------------------- | ----------------------- | --------------------------- |
| 1953年 （昭和28年） | 新序 2–1                | 東序二段36枚目 5–3      | 東序二段13枚目 5–3      | x                           | 東三段目61枚目 3–5      | x                           |
| 1954年 （昭和29年） | 西序二段2枚目 6–2       | 東三段目44枚目 5–3      | 東三段目31枚目 5–3      | x                           | 西三段目16枚目 3–5      | x                           |
| 1955年 （昭和30年） | 西三段目21枚目 7–1      | 西幕下50枚目 4–4        | 東幕下49枚目 3–5        | x                           | 東幕下52枚目 4–4        | x                           |
| 1956年 （昭和31年） | 東幕下50枚目 4–4        | 西幕下49枚目 4–4        | 東幕下47枚目 6–2        | x                           | 東幕下39枚目 3–5        | x                           |
| 1957年 （昭和32年） | 西幕下43枚目 5–3        | 西幕下31枚目 6–2        | 東幕下18枚目 3–5        | x                           | 西幕下22枚目 4–4        | 東幕下22枚目 4–4            |
| 1958年 （昭和33年） | 東幕下21枚目 4–4        | 東幕下18枚目 4–4        | 西幕下17枚目 5–3        | 東幕下8枚目 5–3             | 東幕下3枚目 6–2         | 東十両23枚目 8–7            |
| 1959年 （昭和34年） | 西十両20枚目 8–7        | 東十両20枚目 7–8        | 西十両21枚目 8–7        | 東十両19枚目 9–6            | 東十両14枚目 7–8        | 東十両16枚目 7–8            |
| 1960年 （昭和35年） | 西十両18枚目 5–10       | 西幕下3枚目 3–5         | 東幕下6枚目 4–5         | 東幕下5枚目 4–3             | 西幕下2枚目 5–2         | 東十両19枚目 9–6            |
| 1961年 （昭和36年） | 東十両14枚目 7–8        | 西十両14枚目 8–7        | 西十両12枚目 7–8        | 東十両13枚目 8–7            | 東十両8枚目 7–8         | 東十両9枚目 8–7             |
| 1962年 （昭和37年） | 西十両4枚目 6–9         | 東十両7枚目 10–5        | 西十両筆頭 9–6          | 東前頭12枚目 7–8            | 西前頭13枚目 9–6        | 東前頭9枚目 4–11            |
| 1963年 （昭和38年） | 東前頭15枚目 3–12       | 西十両5枚目 5–10        | 西十両9枚目 5–10        | 西十両14枚目 8–7            | 東十両12枚目 5–10       | 東十両18枚目 4–11           |
| 1964年 （昭和39年） | 東幕下5枚目 引退 0–0–7  | x                       | x                       | x                           | x                       | x                           |
| 各欄の数字は、「勝ち-負け-休場」を示す。 優勝 引退 休場 十両 幕下 三賞：敢=敢闘賞、殊=殊勲賞、技=技能賞 その他：★=金星 番付階級：幕内 - 十両 - 幕下 - 三段目 - 序二段 - 序ノ口 幕内序列：横綱 - 大関 - 関脇 - 小結 - 前頭（「#数字」は各位内の序列） |                         |                         |                         |                             |                         |                             |

### 幕内対戦成績
| 力士名 | 勝数 | 負数 | 力士名 | 勝数 | 負数 | 力士名 | 勝数 | 負数 | 力士名 | 勝数 | 負数 |
| ------ | ---- | ---- | ------ | ---- | ---- | ------ | ---- | ---- | ------ | ---- | ---- |
| 青ノ里 | 0    | 3    | 天津風 | 1    | 0    | 一乃矢 | 1    | 0    | 宇多川 | 2    | 0    |
| 追手山 | 1    | 3    | 扇山   | 1    | 2    | 大晃   | 0    | 2    | 岡ノ山 | 1    | 1    |
| 海乃山 | 0    | 1    | 金乃花 | 1    | 2    | 君錦   | 2    | 2    | 清勢川 | 2    | 0    |
| 玉嵐   | 1    | 2    | 鶴ヶ嶺 | 0    | 1    | 出羽錦 | 0    | 1    | 栃王山 | 1    | 0    |
| 豊國   | 0    | 2    | 羽黒花 | 0    | 1    | 羽黒山 | 1    | 0    | 廣川   | 1    | 1    |
| 星甲   | 1    | 2    | 宮ノ花 | 1    | 0    | 宮柱   | 1    | 0    | 明武谷 | 1    | 2    |
| 芳野嶺 | 2    | 0    | 若秩父 | 0    | 3    | 若鳴門 | 0    | 1    | 若ノ海 | 1    | 1    |
| 若ノ國 | 0    | 1    | 若羽黒 | 0    | 2    |        |      |      |        |      |      |

## 改名歴
- 崎谷 正清（さきや まさきよ）1953年1月場所（※番付外、新序）
- 朝ノ海 正清（あさのうみ まさきよ）1953年3月場所 - 1964年1月場所